# Demarcatiepaal

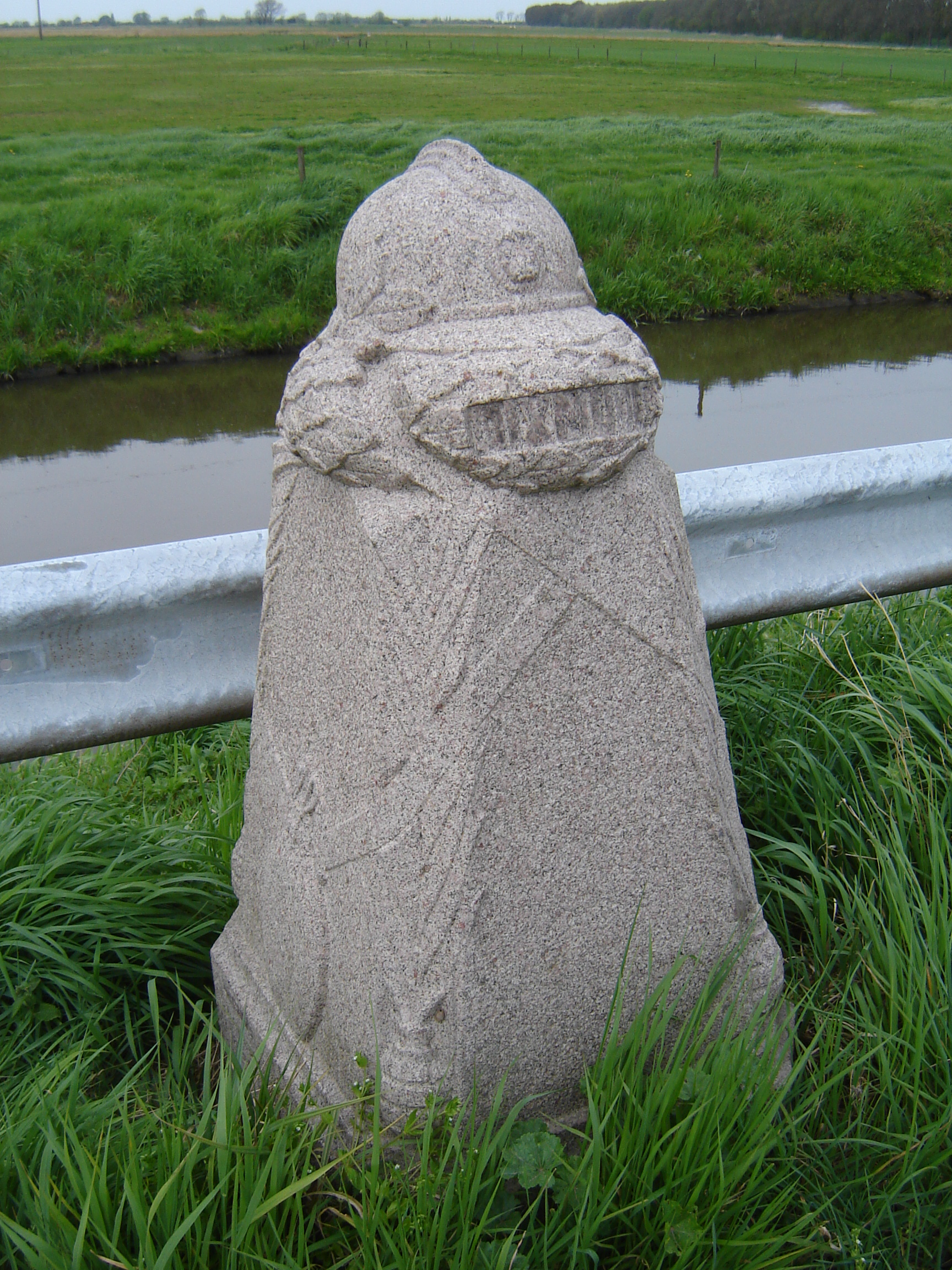
Demarcatiepaal nr. 5 (B) in Noordschote

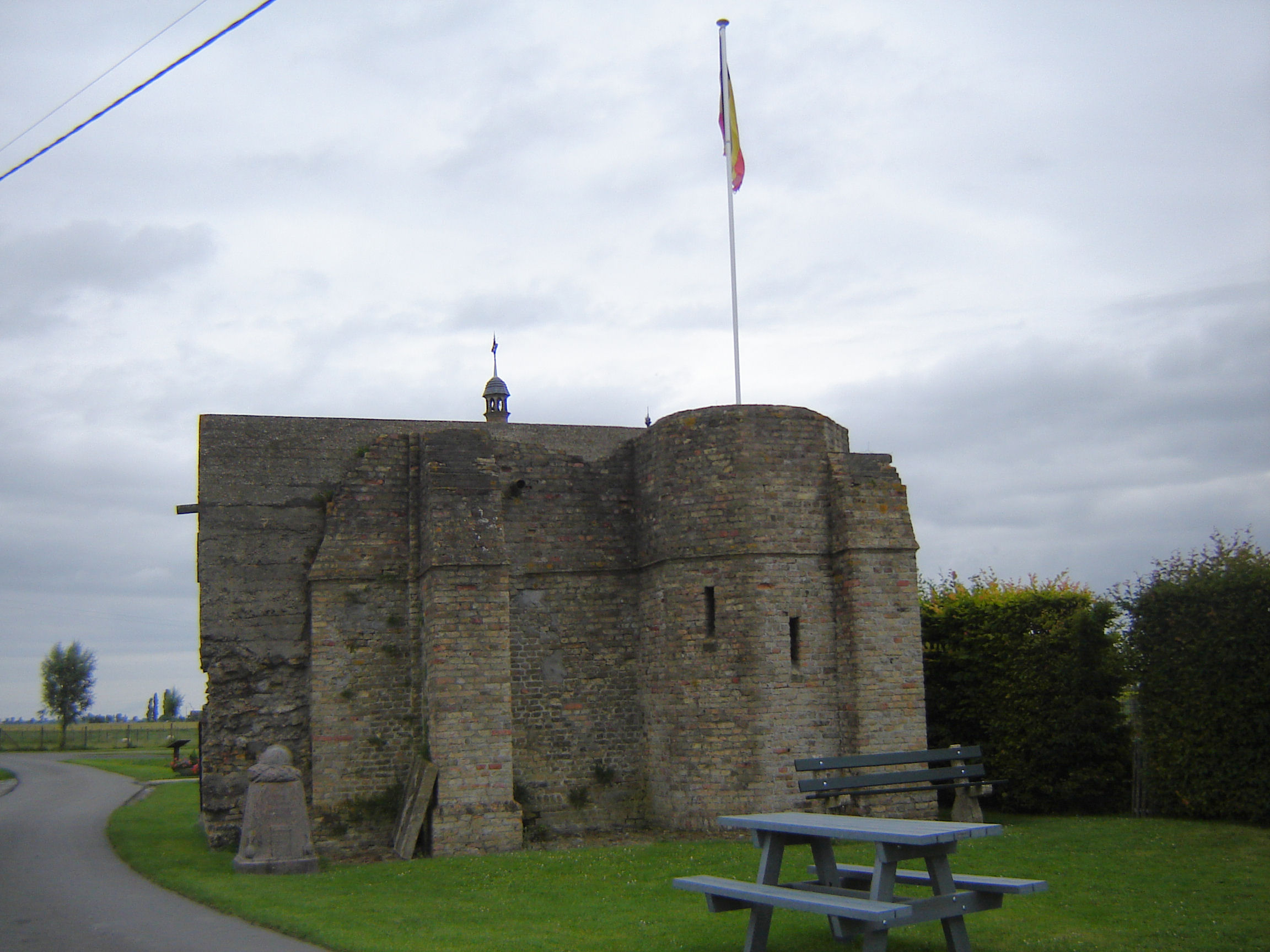
Demarcatiepaal nr. 11 (B) bij de ruïne in Oud-Stuivekens

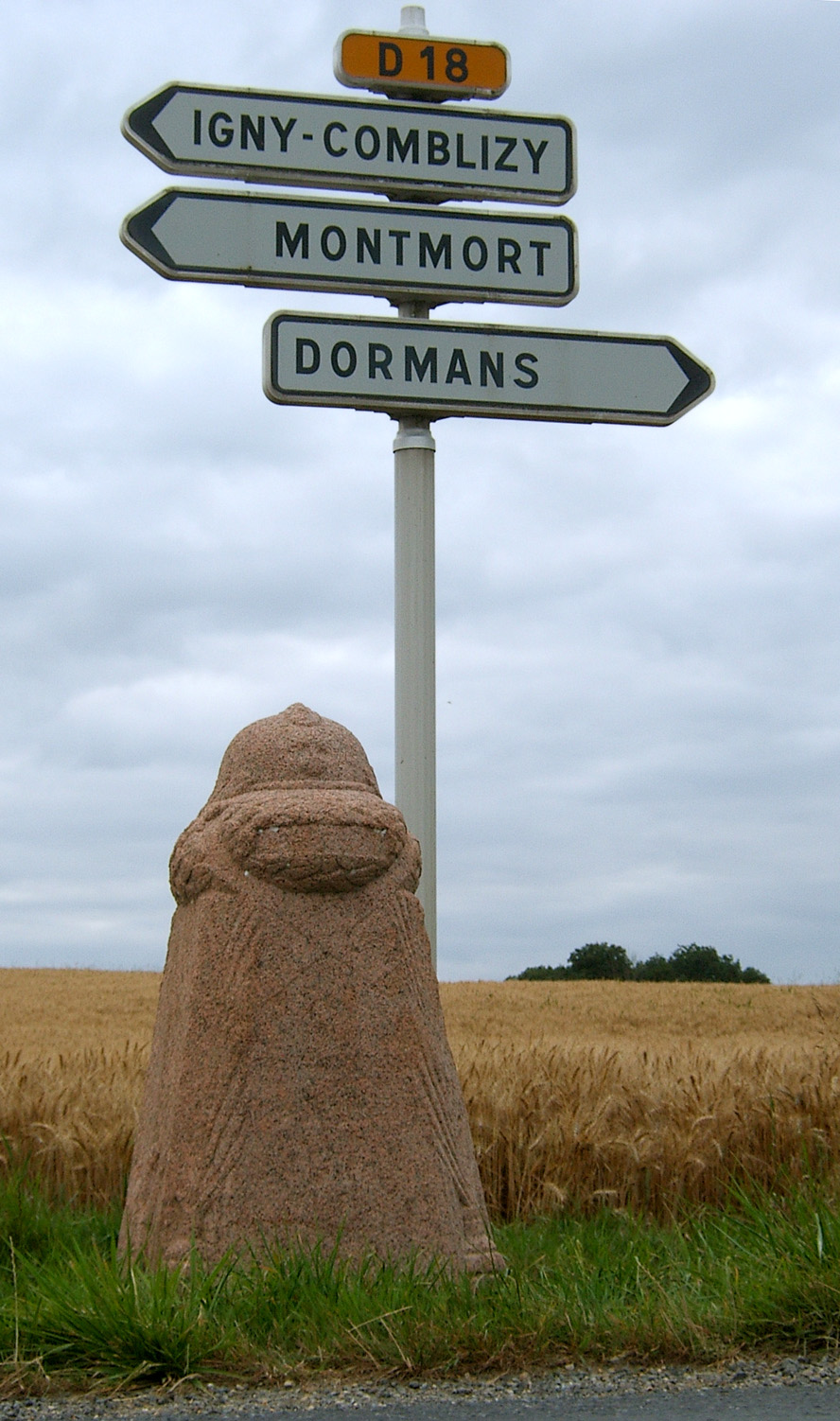
Demarcatiepaal nr. 52 (F) in Igny-Comblizy

Een demarcatiepaal (Frans: borne Vauthier) is een gedenksteen die in Frankrijk en België bij benadering aangeeft tot waar het Duitse Westfront reikte tijdens de Eerste Wereldoorlog. In totaal werden 118 demarcatiepalen geplaatst in de jaren 20, van Nieuwpoort aan de Noordzee tot Moosch in de Elzas. Er zijn 96 van deze stenen bewaard gebleven.

## Uitzicht
De demarcatiepalen zijn 1,25 meter hoge roze granieten gehouwen stenen. Bovenaan wordt een soldatenhelm afgebeeld, rustend op een lauwerkrans met daarop de naam van de frontsector. Op andere hoek is een granaat afgebeeld, aan de linkerkant een veldfles en aan de rechterkant een gasmasker.
In Frankrijk is er één type palen. In België zijn er drie varianten. Het Belgische type heeft een Belgische adrianhelm met een leeuwenkop, het Franse type een Franse adrianhelm met het opschrift RF en het Britse type een Britse brodiehelm. 
De palen waren dan wel als hulde bedoeld, maar toch blijkt uit de opschriften enige wrok ten aanzien van de Duitsers. In Frankrijk luidt het opschrift:
Ici fut repoussé l'envahisseur, 1918
In België luidt het meestal drietalig opschrift:
Hier werd de overweldiger tot staan gebracht - Ici fut arrêté l'envahisseur - Here the invader was brought to a standstill

## Geschiedenis
Na de wereldoorlog vatte men het idee op om langs de frontlijn als herinnering een heirbaan aan te leggen, een idee dat echter niet realiseerbaar bleek. De Franse beeldhouwer en oud-strijder Paul Moreau-Vauthier ontwierp in de plaats daarvan gedenktekens om op grote wegen langs de oude frontlijn te plaatsen. Het idee werd uitgevoerd door de Touring club de France (TCF) en ook de Touring Club van België sprong meteen bij. De financiering kwam van deze verenigingen, bijgestaan door andere organisaties en privépersonen.
Men plande 240 demarcatiepalen in totaal, waarvan 212 op Franse bodem en 28 op Belgische. In Frankrijk werden er uiteindelijk 96 opgericht. Van de Belgische plande de Touring Club de Belgique er 16, en de Ypres League (een vereniging Britse oud-strijders en sympathisanten) plande er 12. De 16 Belgische werden gerealiseerd, terwijl de Ypres League genoeg geld inzamelde voor 8 stenen en er maar 6 werden geplaatst.
De stenen werden geplaatst tussen 1921 en 1927. De palen werden genummerd in volgorde van plaatsing, met een aparte nummering in beide landen. Voor het uitkiezen van de locaties werd beroep gedaan op maarschalk Pétain en zijn staf, de Belgische legerleiding, de Ypres League. De plaats geeft maar bij benadering de frontlijn aan, want soms koos men voor een compromis omwille van symboliek en zichtbaarheid. In Frankrijk werden de stenen ongeveer geplaatst op het front van 1918. In België plaatste men de drie verschillende types (Belgische, Britse en Franse) naargelang de sector aan het front en de nationaliteit van de soldaten die er streden. Aan het IJzerfront kwamen dus 10 Belgische palen, vooral verwijzend naar het front van de Slag aan de IJzer van oktober-november 1914. In de Ieperboog kwamen 6 Britse ongeveer op het front van midden 1918. Rond Boezinge en de Kemmelberg stonden 6 Franse die herinnerden aan de Duitse terreinwinst na de gasaanval van 22 april 1915. De eerste paal in Frankrijk werd geplaatst op 11 november 1921 in Château-Thierry. In België werd de eerst paal op 5 juni 1922 geplaatst in Diksmuide in bijzijn van Koning Albert en Admiraal Ronarc'h.
Tijdens de Duitse bezetting van de Tweede Wereldoorlog vielen de palen in handen van de Duitsers. In België verdwenen drie palen vermoedelijk in die periode en bij 17 andere kapten de Duitsers de opschriften weg. Enkel de palen in Stuivekenskerke en Ramskapelle bleven onopgemerkt. In de loop der jaren bleven niet alle palen op hun originele locaties staan en werden ze soms wat verplaatst, veelal om praktische redenen.
Ook naar aanleiding van de Tweede Wereldoorlog en het Ardennenoffensief van 1944-1945 werden in de Belgische Ardennen een reeks demarcatiestenen geplaatst. Deze zijn anders van vorm. Het zijn ruwe gehakte stenen met de tekst Ici fut arrêté l'envahisseur. Hiver 1944-45.